# 테헤란 43
《테헤란 43》(Nid D'Espions Teheran 43, Teheran-43)은 스위스에서 제작된 블라디미르 나우모프 감독의 1981년 액션, 드라마, 범죄 영화이다. 쿠르트 위르겐스 등이 주연으로 출연하였다.

## 줄거리
소련의 첩보원인 안드레이 보로딘이 스탈린과 루즈벨트, 처칠의 비밀회담이 있었던 1943년의 이란의 수도 테헤란. 나치측은 비밀회담에 대한 정보를 입수하자, 연합국측의 힘을 무력화시키고자 3개국의 정상을 그 책임자로 독일 첩보원 맥스 리차드를 임명한다. 1980 그의 암살 계획을 실패로 만든 자를 잡기 위해 행동을 개시하고, 프랑수아즈 집에 은신해있던 맥스는 그 프랑스 여자가 첩보원이라는 사실을 모른 채 자신이 갖고 있던 모든 자료를 그녀에게 보여준다. 한편, 보로딘은 파리에서 과거의 그의 연인을 만나는데.

## 출연

### 주연
- 쿠르트 위르겐스
- 클로드 자드
- 아르멘 지가르하냔
- 조지스 게레
- 앨버트 필로조브
- 알랭 들롱

### 조연
- 니콜라이 그린코
- 마이크 마셜
- 제스 한
- 자크 루